# Cyanat
Cyanat er en anion med den kemiske formel [OCN]− eller [NCO]−. I vandig opløsning opfører den sig som en base og danner cyansyre (HNCO). Cyanationen er en ambidentat ligand, der danner komplekser med en metalion, hvor enten nitrogen- eller oxygenatomet kan fungere som elektronpardonor. Den kan ligeledes fungere som en brobygningsligand. Organiske cyanater kaldes isocyanater når der er et C-NCO binding og cyanatestre, når der er en C-OCN binding.